# Nikki und Mary – Die 5-Minuten-Ehe
Nikki und Mary – Die Fünf-Minuten-Ehe ist eine US-amerikanische Fernseh-Komödie aus dem Jahr 1986. Der Kinderfilm basiert lose auf Erich Kästners Roman Das doppelte Lottchen. Es handelt sich um eine Fortsetzung des Films Die Vermählung ihrer Eltern geben bekannt aus dem Jahr 1961.

## Handlung
Sharon Ferris ist eine geschiedene alleinerziehende Mutter, wohnt mit ihrer Tochter Nikki in Tampa, Florida und steht kurz davor nach New York City zu ziehen. Während des Sommers lernt Nikki Mary Grand kennen, mit der sie sich anfreundet. Marys Vater ist schon seit vielen Jahren Wittwer. Nikki und Mary beschließen ihre Eltern zu verkuppeln, damit Nikki nicht nach New York ziehen muss.
Anfangs schicken sie Sharon Blumen und Briefe im Namen von Bill. Das erzielt leider nicht die gewünschte Wirkung und deswegen weihen sie Sharons Zwillingsschwester Susan in ihren Plan ein. Susan ist mit Brian Carey, einem Piloten, verheiratet und lebt in Kalifornien. Sie erklärt sich bereit den Mädchen zu helfen und fliegt nach Tampa, wo sie sich als Sharon verkleiden will, um dem Glück ihrer Schwester auf die Sprünge zu helfen.
Eines Abends trifft sie „versehentlich“ in einer Bar auf Bill, wo sie sich zusammen ein Baseball-Spiel anschauen. Unglücklicherweise hasst die echte Sharon Baseball. Als sie Bill am nächsten Tag auf der Arbeit trifft und er von dem schönen Abend mit ihr erzählt, erkennt Sharon den Plan der Mädchen und ersinnt ihrerseits einen.
Während Susan – wieder als Sharon verkleidet – eine Verabredung mit Bill hat, besucht Sharon mit Susans Ehemann Brian dasselbe Restaurant und trägt eine Perücke, damit sie von Susan nicht erkannt wird. Susan glaubt daher, dass ihr Ehemann ein Date mit einer anderen Frau hat und wird während ihrer Verabredung mit Bill immer ungeschickter und eifersüchtiger, so dass sie aufspringt und Bill sagt, dass am anderen Tisch ihr Ehemann sitzt. Als Susan zu diesem Tisch stürmt, erkennt sie ihre Schwester und fängt an zu lachen. Nachdem die Situation aufgeklärt ist, teilt die echte Sharon Bill mit, dass sie keine romantischen Gefühle für ihn hegt und sie lediglich Freunde bleiben sollten.
Die Abschiedsfeier für Sharon und Nikki soll auf dem Schiff von Sharons Chef stattfinden, zu der auch Bill und seine Tochter eingeladen sind. Bill und Sharon treffen sich bereits in der Kabine und Nikki und Mary geben vor, noch etwas aus dem Auto holen zu wollen. Allerdings machen sie das Schiff los und stoßen es von der Pier ab. Während sich Sharon und Bill angenehm unterhalten, erscheinen nach und nach die Gäste der Feier, die dem abtreibenden Schiff nur noch hinterher sehen können. Sharon und Bill wundern sich derweil, wo die anderen Gäste bleiben und schauen an Deck nach, wo auch sie nun feststellen, dass sich das Schiff immer weiter von der Anlegestelle entfernt. Bill küsst Sharon und die Szene schwenkt über zur Hochzeit von Sharon und Bill.

## Kritik
„Sehr frei in Anlehnung an Erich Kästners Erzählung vom Doppelten Lottchen bemühen sich zwei zehnjährige Mädchen darum, ihre jeweils partnerlosen Elternteile füreinander zu interessieren, damit ihre Freundschaft erhalten bleibt. Ein weniger von der Handlung als von der Stimmigkeit der Gefühle her plausibler und amüsanter, leicht märchenhafter Kinderfilm, der auch Erwachsenen Spaß machen kann.“

## Hintergrund
Im US-amerikanischen Fernsehen wurde der Film zum ersten Mal am 26. Juli 1986 ausgestrahlt. In Deutschland erschien der Film am 16. März 1987 auf VHS.